# Vera Cruz (Portel)
Vera Cruz (também conhecida por Vera Cruz de Marmelar) é uma povoação portuguesa sede da Freguesia de Vera Cruz do Município de Portel, freguesia com 44,58 km² de área e 378 habitantes (censo de 2021), tendo, por isso, uma densidade populacional de 8,5 hab./km².
Freguesia histórica, muito antiga, que em 1257, quando D. João Peres de Aboim chegou a estas terras, possivelmente já existia o Mosteiro de Vera Cruz, o monumento mais antigo do município, que deve a sua fama à Relíquia do Santo Lenho, trazida por um cavaleiro depois da Sétima Cruzada.

## Demografia
A população registada nos censos foi:
| Distribuição da População por Grupos Etários | Distribuição da População por Grupos Etários | Distribuição da População por Grupos Etários | Distribuição da População por Grupos Etários | Distribuição da População por Grupos Etários |
| -------------------------------------------- | -------------------------------------------- | -------------------------------------------- | -------------------------------------------- | -------------------------------------------- |
| Ano                                          | 0-14 Anos                                    | 15-24 Anos                                   | 25-64 Anos                                   | > 65 Anos                                    |
| 2001                                         | 61                                           | 66                                           | 207                                          | 122                                          |
| 2011                                         | 67                                           | 42                                           | 239                                          | 110                                          |
| 2021                                         | 49                                           | 40                                           | 186                                          | 103                                          |

## Património
- Igreja de Vera Cruz de Marmelar
- Igreja do Santo Lenho